# Constantin Öhman
Alexander Constantin Öhman, född 3 mars 1816 i Helsingfors, död 1 mars 1848 i Wien, var en finländsk bokhandlare och förläggare. Han var bror till Johan Edvard och August Mauritz Öhman.
Öhman verkade 1829–1838 som biträde i Waseniuska bokhandeln (Gustaf Otto Wasenius) i Helsingfors, grundade 1839 en egen bokhandel i Borgå och upptog 1841 förlagsverksamhet. På Öhmans förlag utkom verk av bland andra Johan Ludvig Runeberg, Zacharias Topelius och Fredrik Berndtson. Förlagets största objekt var praktverket Finland framstäldt i teckningar, utgivet i häften 1845–1852. Det gav även ut ett stort antal titlar på finska.